# Manuel Díaz Romeu
Manuel Díaz Romeu (Montevideo, Uruguay, 18 de noviembre de 1929 - Montevideo, Uruguay, 16 de diciembre de 2010), fue un magistrado uruguayo, quien se desempeñó como miembro del Tribunal de lo Contencioso Administrativo entre 1985 y 1995.

## Primeros años
Nació en Montevideo el 18 de noviembre de 1929,hijo de Manuel Díaz y de Angelina Romeu. 
Cursó estudios en la Facultad de Derecho de la Universidad de la República, donde se graduó como abogado en 1962.

## Juez de Paz en el interior
En 1963 inició su carrera judicial como Juez de Paz de la primera sección judicial de Cerro Largo, con sede en la ciudad de Melo.

## Juez Letrado en el interior
En febrero de 1965 fue ascendido a Juez Letrado del mismo departamento de Cerro Largo, cargo en el que permaneció solamente un mes.

## Juez Letrado en la capital
En efecto, en marzo de 1965 fue ascendido a cumplir funciones en Montevideo como Juez Letrado de Instrucción de Quinto Turno.
En 1972 pasó a desempeñarse como Juez Letrado en lo Penal de Sexto Turno.

## Tribunal de Apelaciones
En agosto de 1977 recibió un nuevo ascenso al ser nombrado miembro del Tribunal de Apelaciones en lo Penal de Primer Turno,pasando luego al de la misma materia de Segundo Turno,en el que permaneció hasta 1985.

## Tribunal de lo Contencioso Administrativo
Una vez finalizada la dictadura cívico militar y restaurada la democracia, en mayo de 1985 la Asamblea General declaró vacantes la totalidad de los cargos de la Suprema Corte de Justicia y del Tribunal de lo Contencioso Administrativo, por entender que los integrantes que permanecían en ella (en el caso del TCA, Carlos Maestro Toletti, Francisco D'Angelo, Orlando Olmedo, Héctor Clavijo y José Julio Folle) carecían de investidura legítima por haber sido designados durante el período dictatorial, y entendió que el plazo de 90 días con que contaba para llenar dichas vacantes corría a partir de la instalación del Parlamento. Los integrantes del TCA acataron la decisión y presentaron su renuncia.
Al borde de finalizar el plazo constitucional, el 15 de mayo de 1985, la Asamblea General eligió como nuevos integrantes del Tribunal a Díaz Romeu, José Roberto Figueroa Martínez, Luis Torello, Luis Alberto Galagorri y Folle, siendo este el único reelecto y que continuó en su cargo de los actuantes en el período anterior.Todos prestaron juramento el mismo día. 
Díaz Romeu y Galagorri cesaron en su cargo en el mencionado Tribunal en mayo de 1995, al completar el plazo máximo de diez años en el mismo establecido según el artículo 308 de la Constitución, que se remite en cuanto a las condiciones para ocupar dicho cargo a las previstas para los miembros de la Suprema Corte de Justicia. Fueron los primeros magistrados en completar dicho período en el TCA desde Horacio Hughes en 1977. 
Las vacantes que dejaron, junto con la generada por el cese de Amelia Pereira de Balestrino poco tiempo antes, fueron cubiertas en julio de 1995 por la Asamblea General con las designaciones de Juan Almirati Cacheiro, Manuel Mercant y José Baldi.

## Otras actividades
Díaz Romeu fue varias veces presidente de la Asociación Cristiana de Jóvenes de Uruguay.
Fue también miembro y presidente del Rotary Club del Uruguay.
Integró asimismo el Tribunal de Apelaciones de la Asociación Uruguaya de Fútbol, al que renunció en 2006.

## Vida personal y fallecimiento
Contrajo matrimonio con María Cristina Balandra, con quien tuvo tres hijos, Eduardo, Rosana y Rodrigo Díaz Balandra.
Manuel Díaz Romeu falleció en Montevideo el 16 de diciembre de 2010, a los 81 años de edad.